# ملعب بيار موروا
ملعب بيار موروا هو ملعب متعدد الاستخدام في فيلينوف داسك قرب ليل، فرنسا. تم افتتاحه يوم 17 أغسطس 2012. من المقرر احتضان الملعب لبعض مباريات كأس الأمم الأوروبية لكرة القدم 2016. ويعتبر الملعب الرئيسي لنادي ليل المنافس في ليغ 1. يسع لجلوس 50,186 متفرج.

## وصلات خارجية
- الموقع الرسمي